# Friedenspark (Leipzig)

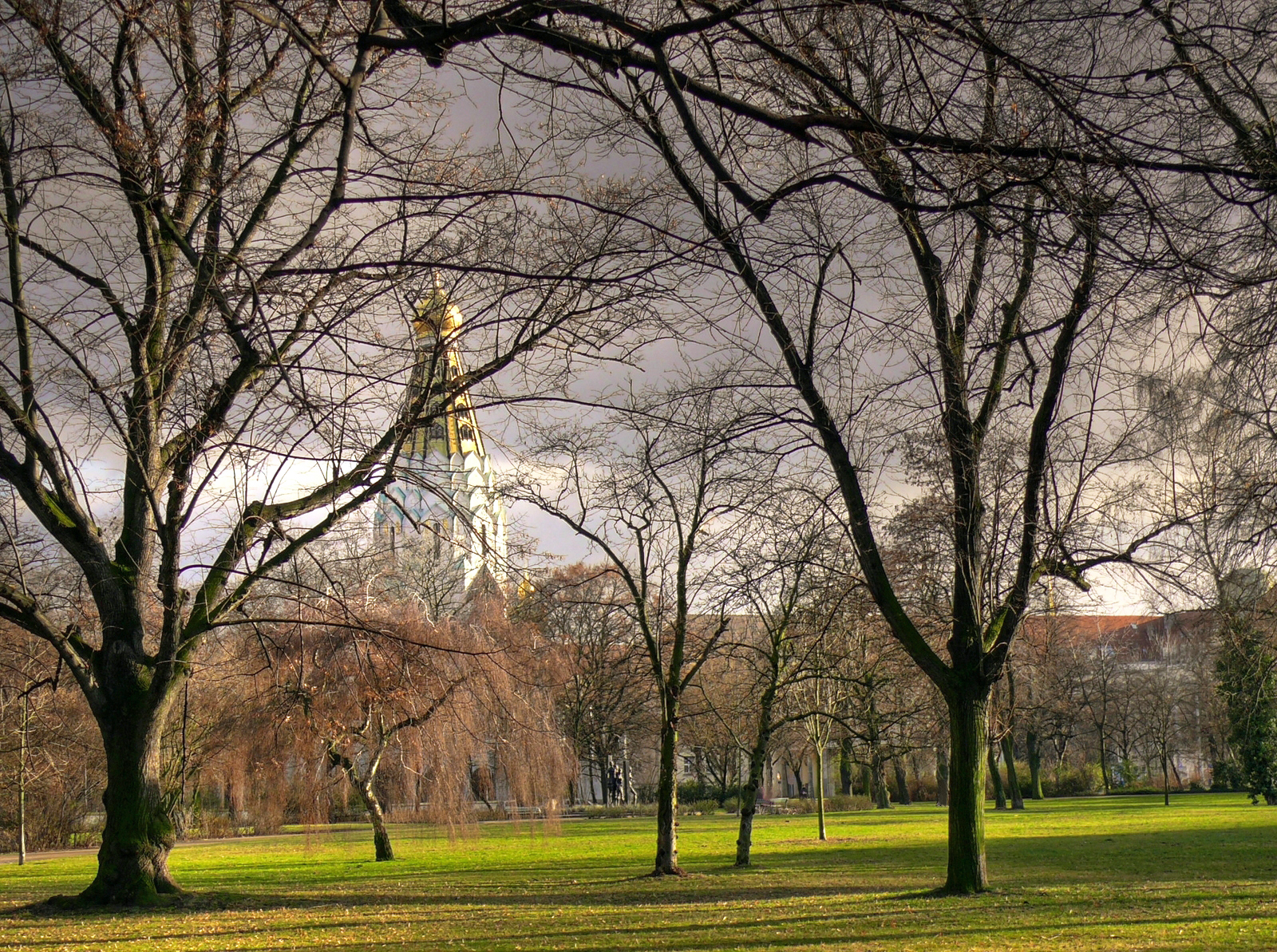
Der Friedenspark in Leipzig,
im Hintergrund die Russische Gedächtniskirche (2008)

Der Friedenspark in Leipzig ist eine etwa 17,5 Hektar große Grünanlage in dem zum Stadtbezirk Mitte gehörenden Ortsteil Zentrum-Südost etwa zwischen dem Ostplatz im Norden und der Russischen Kirche im Süden. Im Westen begrenzt ihn die Linnéstraße. Im Osten liegen die Kleingartenanlage „Siegismund e. V.“ und die Samuel-Heinecke-Schule für Hörgeschädigte. Der Park wurde nach der Säkularisation des Neuen Johannisfriedhofs im Jahr 1971 und einer danach erfolgten grundlegenden Umgestaltung seines Geländes 1983 eröffnet.

## Geschichte

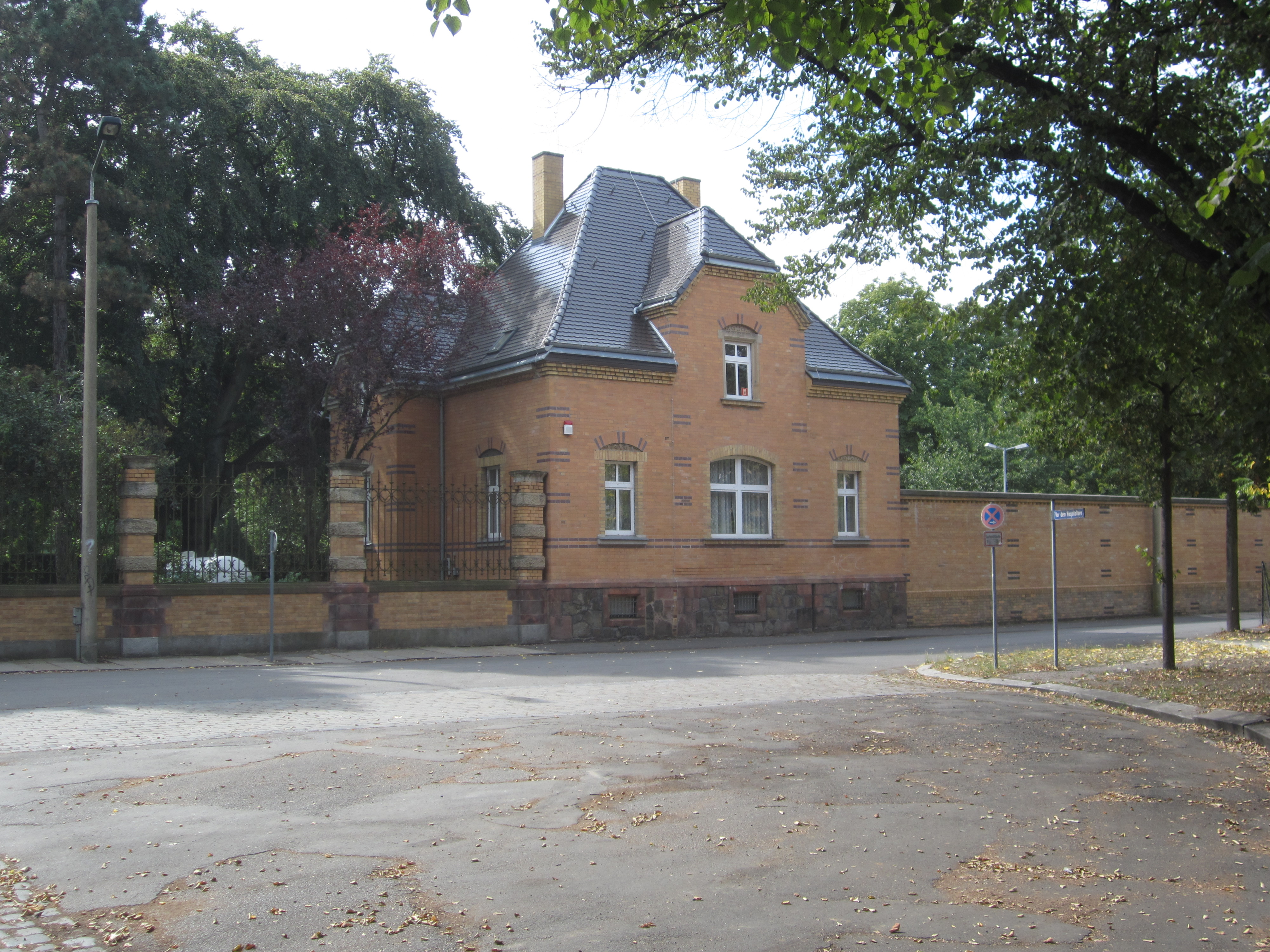
Das ehemalige Verwaltungsgebäude des Friedhofs am Nordrand des Friedensparks an der Liebigstraße (2016)

1846 war auf dem Gelände des heutigen Friedensparks der Neue Friedhof (später Neuer Johannisfriedhof) angelegt worden. Nachdem ab 1950 keine Beisetzungen mehr stattfanden, war der Friedhof bis 1970 noch öffentlich zugänglich. Ab 1973 begann die Umgestaltung, die zunächst in einer rigorosen Beseitigung aller an den Friedhof erinnernden Einrichtungen bestand. Der Friedhof war mit seinen über 1000 zum Teil kunstvollen Erbbegräbnisstätten eine eindringliche Erinnerung an die ehemalige bürgerliche Eliteschicht der Stadt, die es im sozialistischen Sinne auszulöschen galt. Gruftanlagen wurden verfüllt, die Gräber beräumt und eingeebnet. Mit schwerer Technik wurden die Grabsteine zu einem mit Erde abgedeckten Hügel aufgetürmt, der später als Rodelhang dienen sollte. Dann blieb die Fläche für mehrere Jahre unberührt.
Im Leipziger Generalbebauungsplan von 1970 war der Friedhofsbereich für einen Freizeit- und Erholungspark für die Studenten der Universität vorgesehen. In einem späteren Plan unter dem Titel Johannispark – Park der Jugend waren insbesondere zahlreiche Sportstätten und sogar ein Schwimmhalle vorgesehen. Schließlich wurde den wirtschaftlichen Möglichkeiten angemessen eine bescheidenere Variante mit einigen Sportbereichen, einem Kinderspielplatz und Freiflächen zur Erholung realisiert. Nach einem Aufruf zur Namensfindung in der Leipziger Volkszeitung wurde der Park schließlich am 20. Juli 1983 als Friedenspark eröffnet. Nach 1990 wurde der Park zum Gartendenkmal erklärt. In den Folgejahren wurden im Park noch Sondergärten und spezielle Erinnerungsorte eingerichtet.

## Gestalt und Funktion des Parks
Die etwa 600 Meter lange und 300 Meter breite Anlage wird von zwei in Nord-Süd-Richtung verlaufenden Alleen durchzogen, von denen eine als Hauptachse des früheren Friedhofs am Nordtor beginnt, das in seiner ehemaligen Gestalt noch vorhanden ist, so wie auch eines der ehemaligen flankierenden Beamtenhäuser. Ansonsten ist die geometrisch exakte Wegestruktur des Friedhofs vollständig aufgehoben. Im Osten ist ein 1,5 Hektar großer Bereich des ehemaligen Friedhofs als Frei- und Spielfläche der Samuel-Heinecke-Schule abgetrennt.
In Baumreihen und -gruppen bilden verschiedene Lindenarten und Rosskastanien das Baumgerüst des Friedensparks. Abwechslung bringen Birken, Eschen, Pappeln und Schwedische Mehlbeeren. Aber auch Robinien und Gleditschien kommen vor. Zu den umgebenden Straßen grenzen freiwachsende Hecken aus Blütensträuchern den Park ab.
Bildkünstlerische Objekte sind nur wenige vorhanden. Aus der Anfangszeit des Parks stammen die Skulpturen Lesende von Waleria Bukowiecka und Drei Grazien von Berthold Dietz. Am Duft- und Tastgarten befindet sich, vom Rosental überführt, Das Liebespaar von Roland Wetzel. Am Ende der Hauptallee, der Stelle der früheren Trauerhalle, steht auf einem Rondell seit 1983 die Bronzegruppe Studentinnen von Irene Marquardt (1943–2023).
Im Südosten des Parks sind die Einrichtungen der aktiven Erholung konzentriert. Hier befinden sich ein Streetballfeld, ein Bolzplatz, Tischtennisplatten und ein Kinderspielplatz. Durch Strauchpflanzungen geschützt fügen sie sich ohne Störung in den Park ein, der auch genügend Platz für Ruhesuchende bietet. Der begrünte Trümmerberg neben der Hauptallee dient im Winter als Rodelbahn.

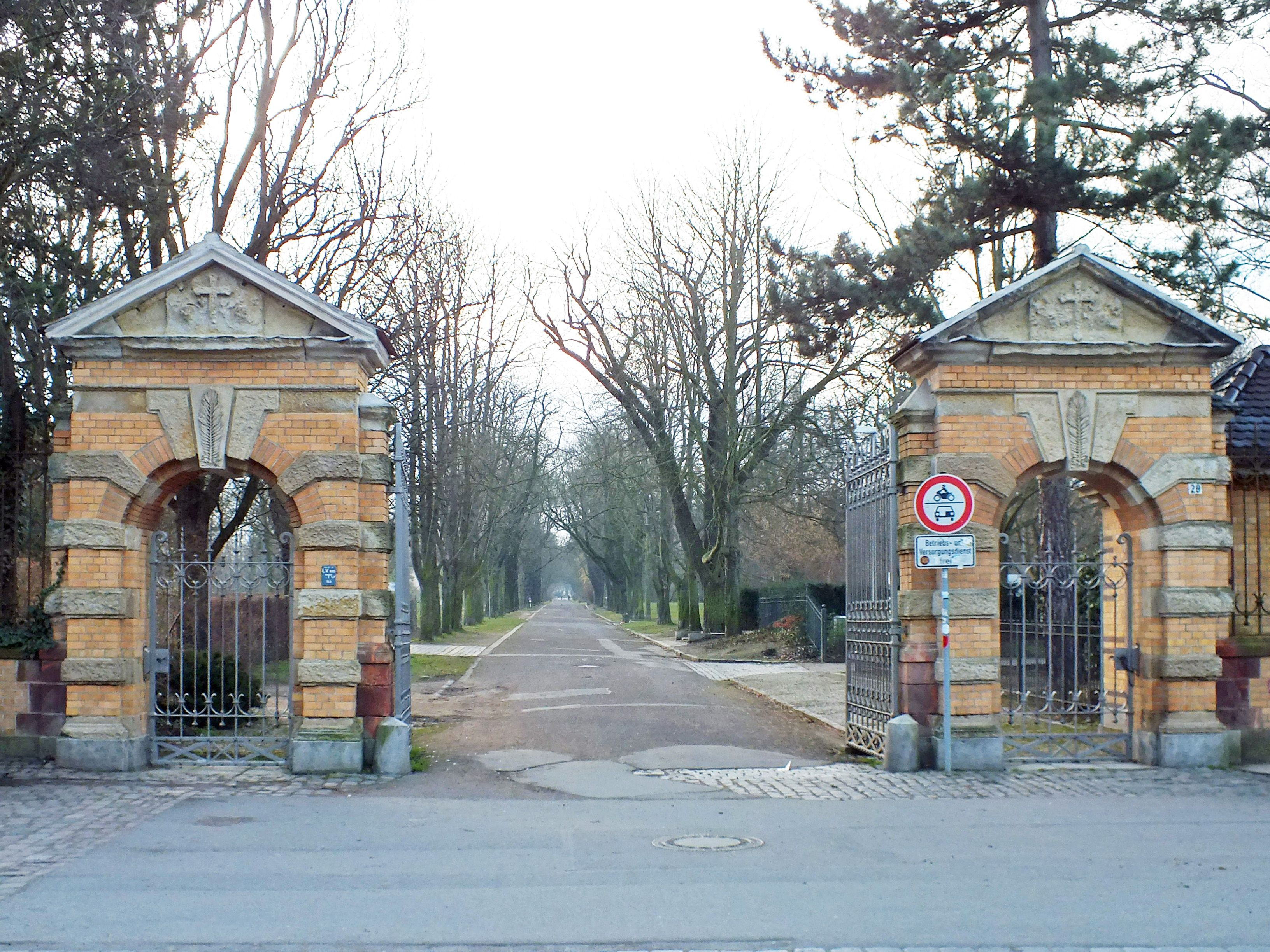
Nordtor und Hauptallee (2016)
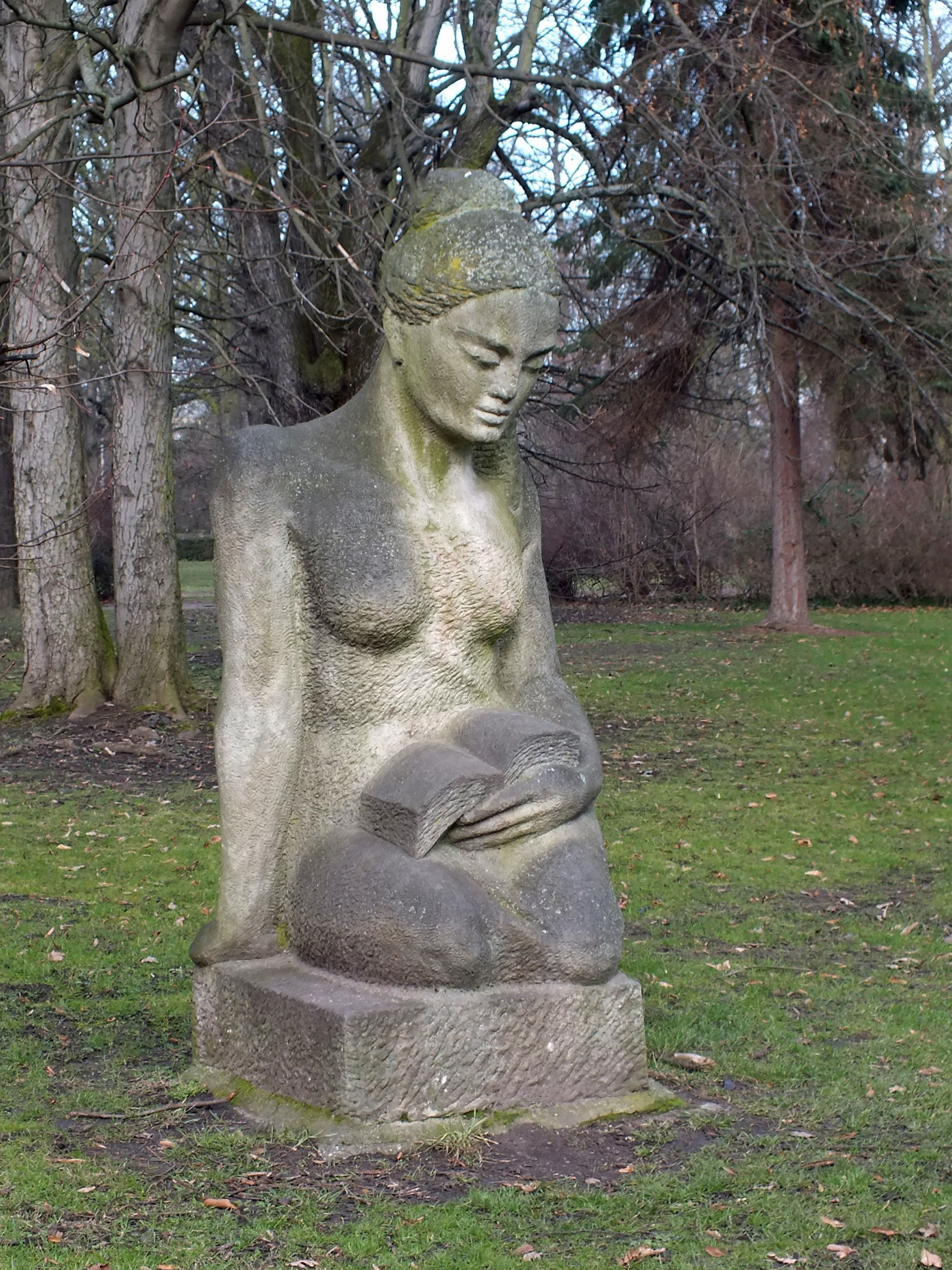
„Lesende“ (2016)
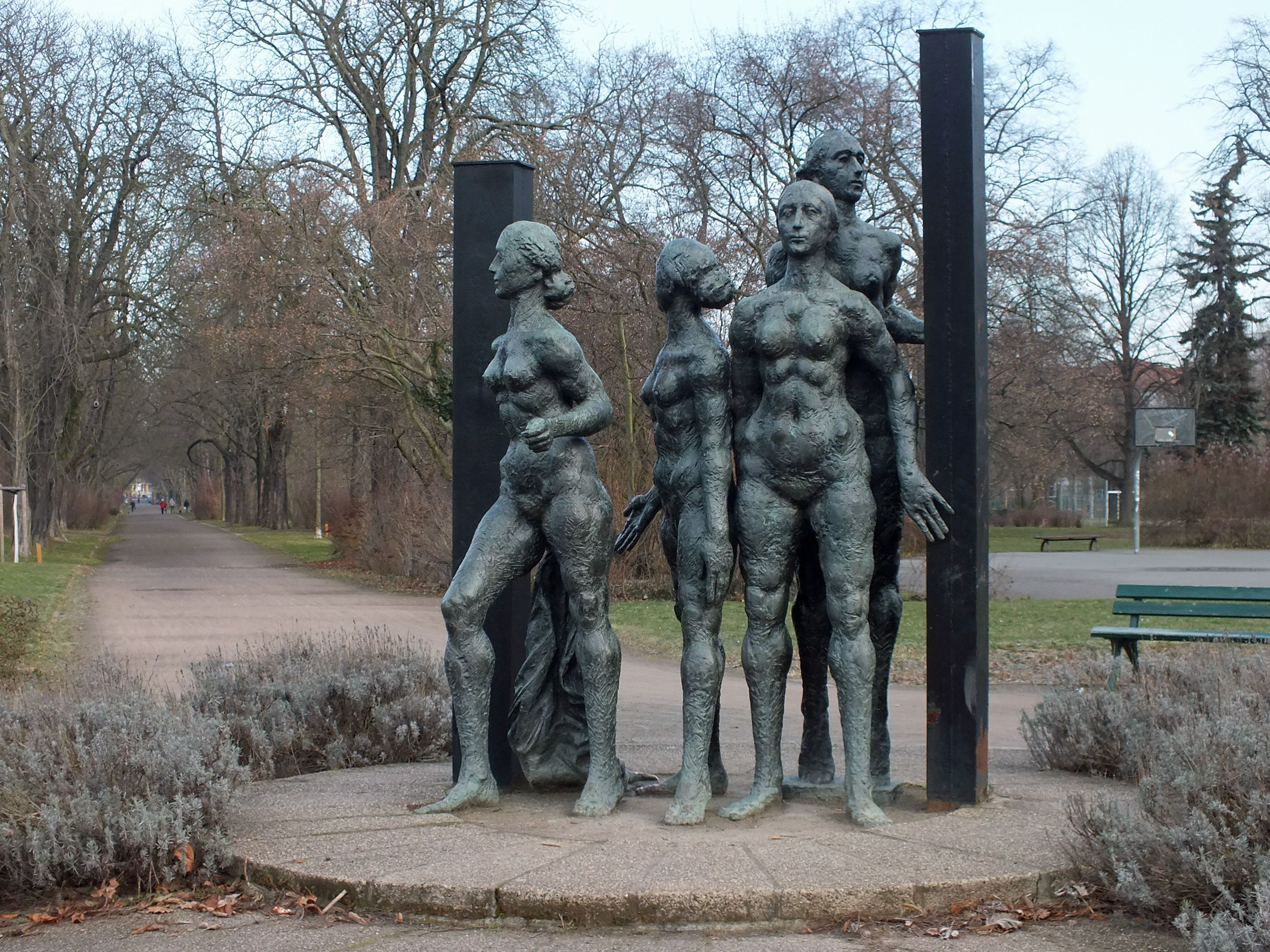
„Studentinnen“ (2016)
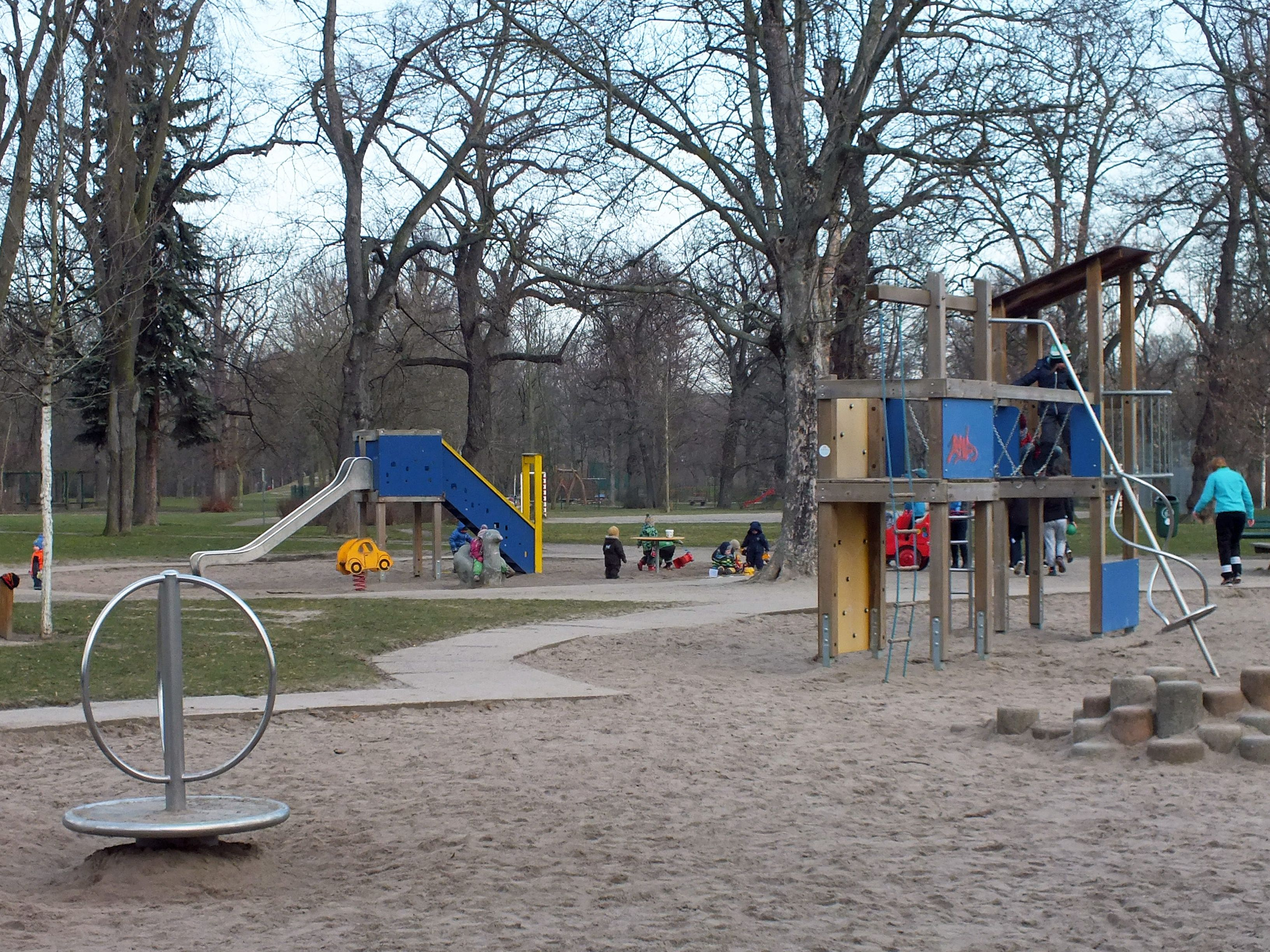
Kinderspielplatz (2016)
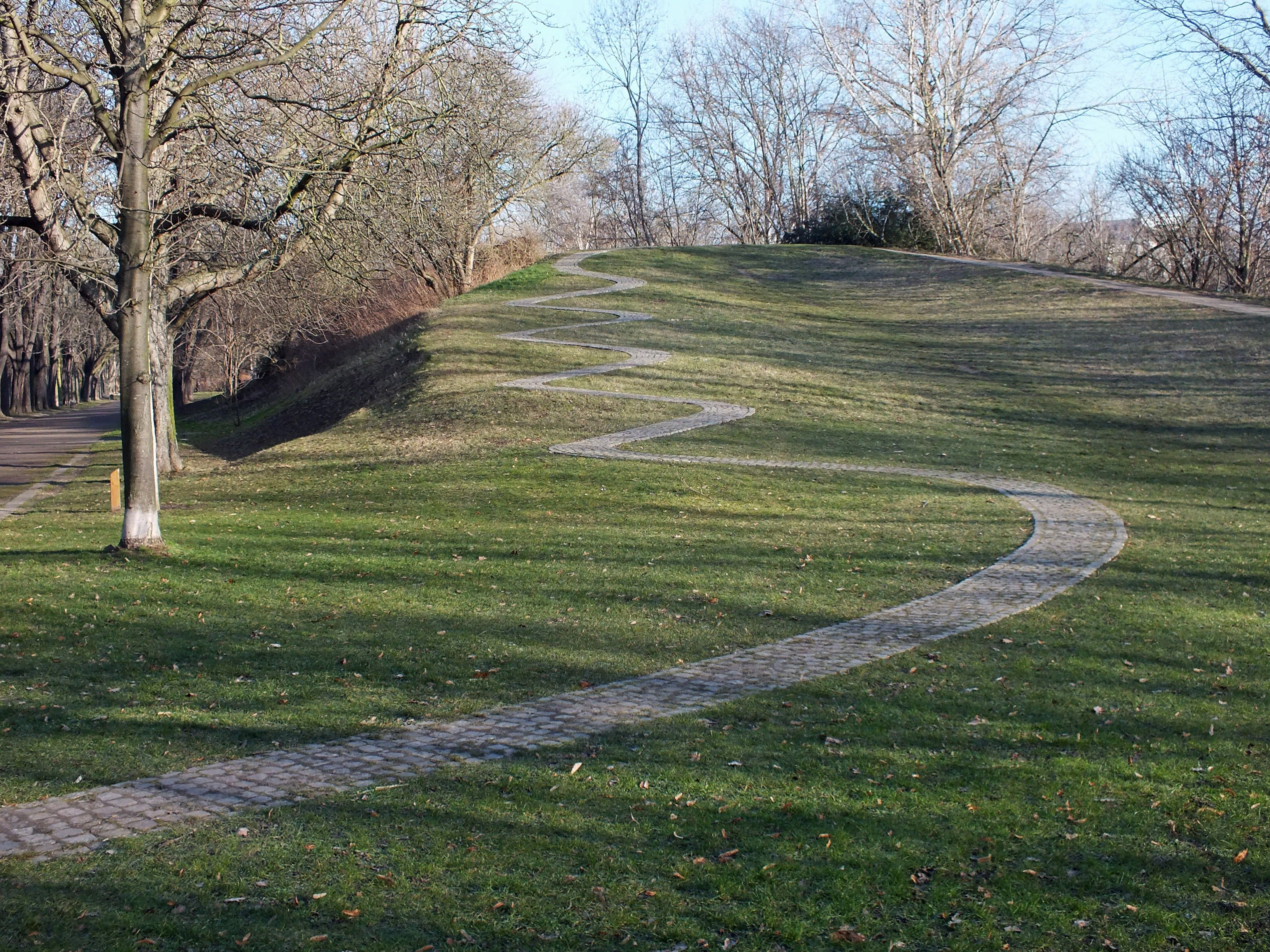
Der Rodelhang auf dem Denkmaltrümmerberg (2016)

## Themengärten und Gedenkorte

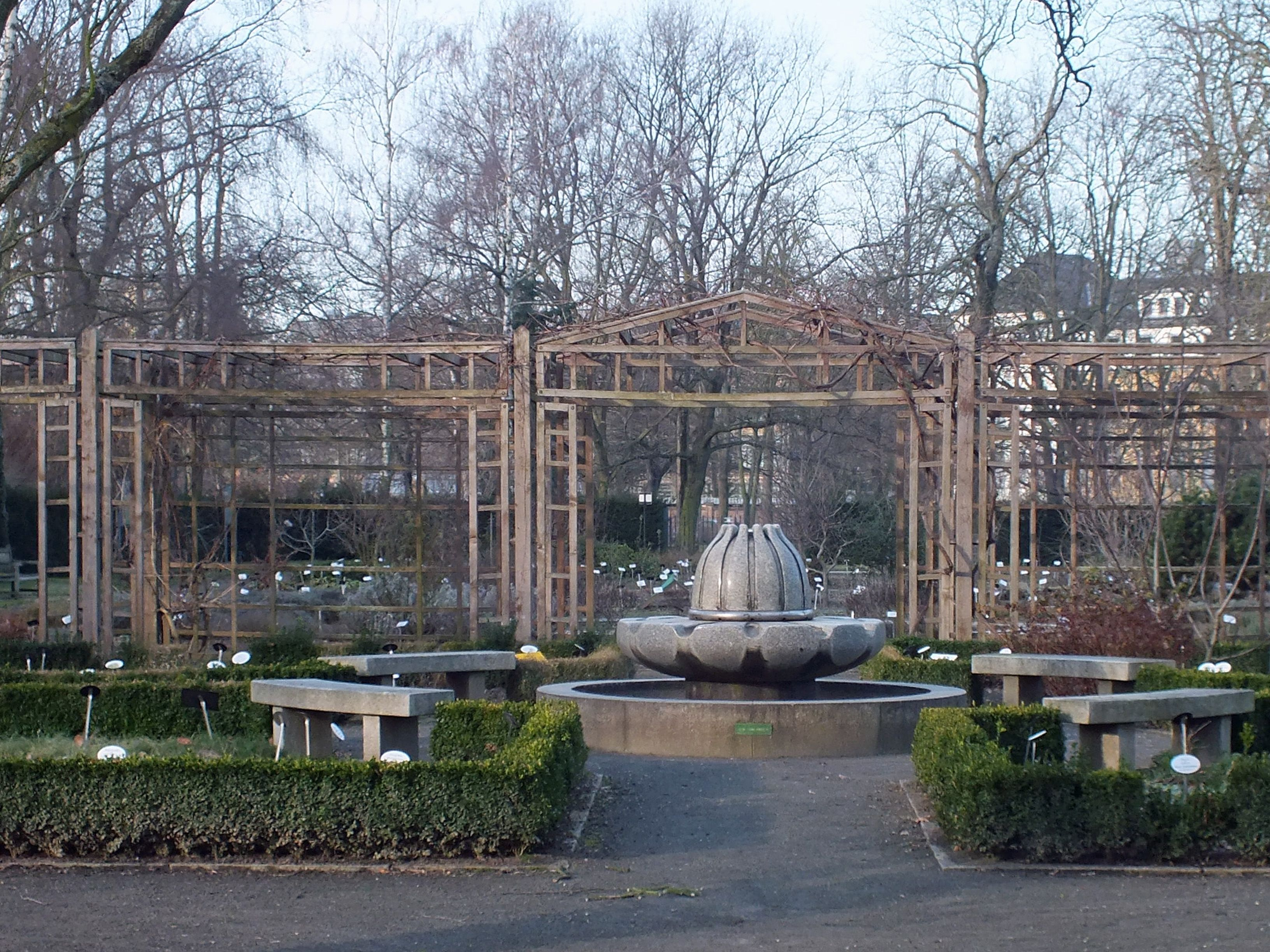
Der Apothekergarten (2016)

- 2001 wurde in der Nähe des Haupteingangs von der Hauptallee in westlicher Richtung abgehend der Apothekergarten angelegt. Er dient der Aus- und Weiterbildung von Apothekern, spricht aber auch interessierte Laien an. Auf etwa 3000 m² werden mehr als 300 Arzneipflanzen, typische Heilpflanzen, Giftpflanzen und historisch interessante Arten angebaut. Der Garten erinnert an die historischen Wurzeln des Botanischen Gartens, der als ältester seiner Art in Deutschland Mitte des 16. Jahrhunderts aus einem Arzneipflanzengarten hervorging. Die Beete sind symmetrisch zu einer schmalen Wasserachse angeordnet.[2]
- Der Duft- und Tastgarten, dem Apothekergarten über die Hauptallee gegenüberliegend, wurde 2007 in der Nachfolge des ehemals im Rosental befindlichen Blindengartens eröffnet. Auf 2000 m² bieten 78 geometrisch klar strukturierte Hochbeete und acht Themengärten Blinden und Sehbehinderten die Möglichkeit, sich gefahrlos an über 500 Pflanzenarten zu erfreuen und diese durch Riechen, Tasten und Hören kennenzulernen. Der Duft- und Tastgarten sowie der Apothekergarten werden vom Personal des unweit gelegenen Botanischen Gartens betreut.[3]
- Im Nordwestteil des Parks befindet sich der Gedenkort für die verstorbenen Kinder der Stadt. In der Mitte einer von Findlingen und Wildapfel-Büschen umgebenen Stahlplatte mit den Worten „Anfang“ und „Ende“ befindet sich eine eingelassene Bronzeschale, in der sich Regenwasser sammelt, das Tränen symbolisieren soll.

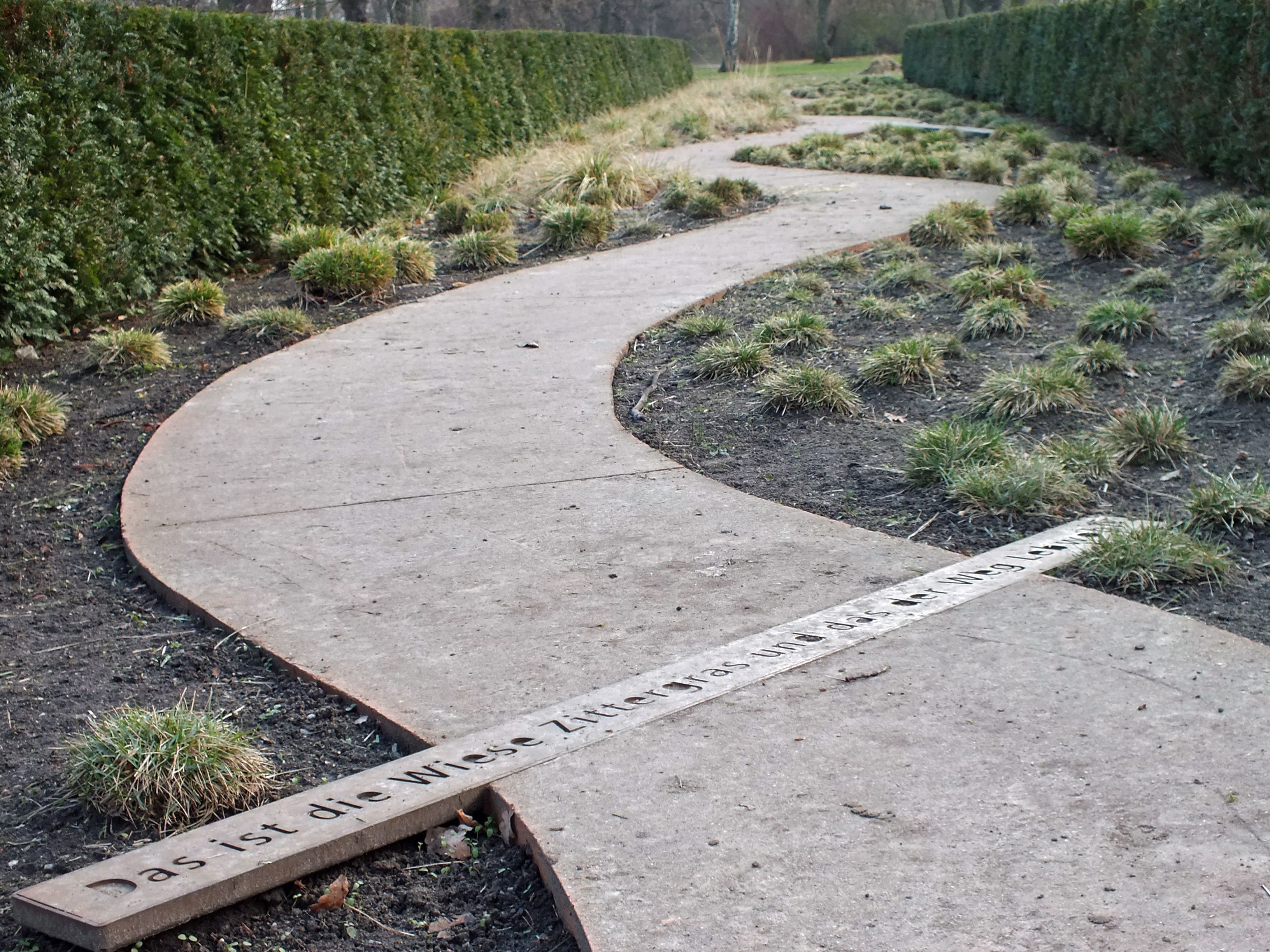
Der Gedenkort für die Opfer der Kindereuthanasie (2016)

- Weiter südlich erinnert seit 2011 der Gedenkort für die Opfer nationalsozialistischer Kindereuthanasieverbrechen an die ehemals auf dem Neuen Johannisfriedhof begrabenen über 100 Kinderopfer. Ein gewundener Pfad durchquert eine Pflanzung aus Zittergras gekreuzt von Schriftbändern mit Worten aus einem Gedicht der österreichischen Dichterin Christine Lavant (1915–1973): Das ist die Wiese Zittergras und das der Weg Lebwohl.[4]

|  |  |